# Bańka Lyman-alfa
Bańka Lyman-alfa (ang. Lyman-alpha blob, w skrócie LAB) – typ obiektu astronomicznego, będącego rozległym obłokiem wodoru, emitującego linię spektralną, znaną jako Lyman alfa.
LAB-y są jednymi z największych znanych obiektów astronomicznych. Największe znane obłoki tego typu mają średnicę ponad 400 tysięcy lat świetlnych.

## Geneza obiektów
Nie jest jeszcze znany mechanizm powstawania LAB-ów, ani czy są w jakiś sposób związane z pobliskimi galaktykami. Znane LAB-y położone są zazwyczaj w znacznej odległości od Ziemi. Obecnie nie wiadomo, jaki mechanizm jest odpowiedzialny za tworzenie linii emisji Lyman-alfa, ani jak te obiekty są powiązane z okolicznymi galaktykami. Bańki Lyman-alfa mogą posiadać cenne wskazówki, dzięki którym możliwe będzie ustalenie mechanizmu tworzenia się galaktyk.

## Obserwacje i odkrycia

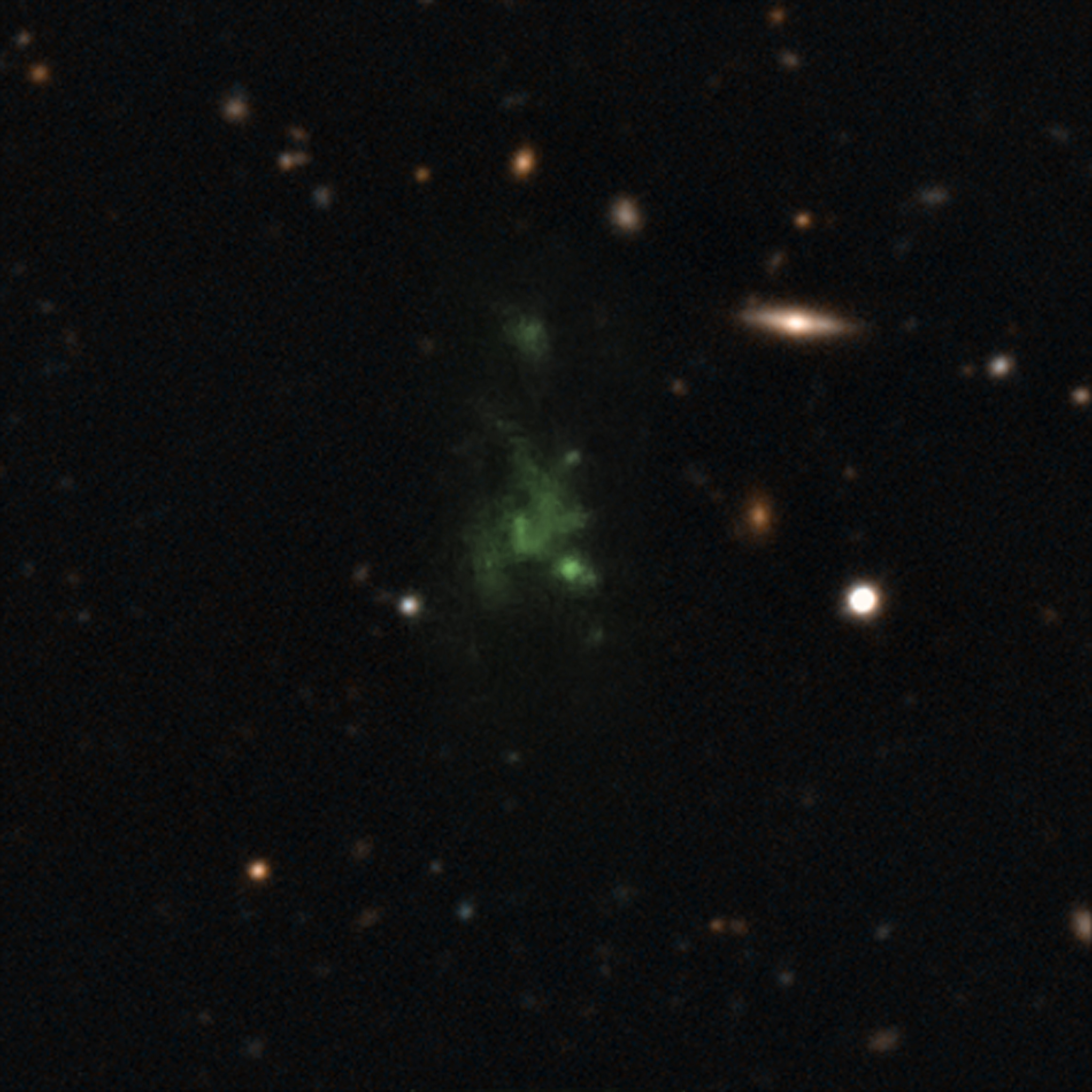
Kompozycja dwóch zdjęć bańki Lyman-alfa 1 w Gwiazdozbiorze Wodnika, wykonanych za pomocą instrumentu teleskopu VLT o nazwie FORS. ESO/M. Hayes.

Pierwszym zaobserwowanym obiektem tego typu jest LAB-1, odkryty w 2000 roku przez Charlesa Steidela i innych naukowców. Światło wyemitowane przez niego potrzebowało 11,5 miliarda lat, aby dotrzeć do Ziemi (z=3,1), jego średnica wynosi 300 tysięcy lat świetlnych, w jego wnętrzu znajduje się kilka galaktyk i  jedna galaktyka aktywna.
W 2011 opublikowano wyniki badań obiektu LAB-1, według których światło emitowane przez obiekt w jego centrum obserwacji nie jest spolaryzowane, a poza centrum spolaryzowane, tworząc pierścienie wokół centrum. Efekt ten sugeruje, że obiekt rozprasza światło znajdujących się w nim galaktyk, a nie świeci własnym światłem. Badania dotyczą tylko LAB-1 i nie wiadomo, czy inne obiekty tego typu także emitują światło w taki sposób.
Japoński astronom Yuichi Matsuda i jego zespół, za pomocą Teleskopu Subaru poszerzyli zakres poszukiwań LAB i znaleźli ponad 30 nowych obiektów tego typu, chociaż były one mniejsze od tych, odkrytych przez Steidela. Te bańki tworzą strukturę, która ma ponad 200 milionów lat świetlnych rozpiętości.

## Przykłady baniek
- Himiko
- Bańka Lyman-alfa 1[4]
- EQ J221734.0+001701, Protogromada SSA22
- gazowa chmura, krążąca wokół Sagittarius A*

## Najmasywniejsze odkryte bańki
Najbardziej masywne bańki Lyman-alfa odkryli: Steidel et al. (2000), Francis et al. (2001), Matsuda et al. (2004), Dey et al. (2005), Nilsson et al. (2006), a także Smith i Jarvis (2007).